# Hilde Marchwitza
Hilde Marchwitza, geborene Stern, geschiedene Schottlaender, (* 7. April 1900 in Breslau; † 17. Januar 1961 in Berlin) war eine deutsche Übersetzerin und Widerstandskämpferin gegen den Nationalsozialismus.
Sie ist nicht zu verwechseln mit der zweiten Ehefrau von Hans Marchwitza, Hilde Marchwitza, geborene Gottwick (1905–1993).

## Leben und Wirken

Hilde Sterns Familie vor 1914

Hilde Marchwitza war eine Tochter des Erfinders des ersten Intelligenzquotienten, William Stern, und dessen Gattin Clara Stern. Sie hatte zwei jüngere Geschwister: den Philosophen Günther Anders und die Sozialarbeiterin Eva Michaelis-Stern (1904–1992). 1916 zog die Familie nach Hamburg, wo William Stern am Allgemeinen Vorlesungswesen tätig wurde. Hilde Stern absolvierte in der Hansestadt das Abitur. Anschließend ging sie an eine Soziale Frauenschule unter Leitung von Gertrud Bäumer. 1921 erhielt sie eine Stelle beim Hamburger Arbeitsamt, für das sie zunächst als Praktikantin, später als Berufsberaterin tätig war.
Nach der Heirat mit Rudolf Schottlaender im September 1922 zog Hilde Schottlaender gemeinsam mit ihrem Ehemann nach Berlin. Hier arbeitete sie einige Zeit als Sekretärin für Gertrud Bäumer und bekam zwei Kinder: Michael (* 1924 – † 1989) und Hanna, * 1925, verheiratete Obermann. Die Ehe mit Rudolf Schottlaender hielt bis zum Dezember 1926, die Scheidung erfolgte 1927. Hilde Schottlaender ging gemeinsam mit den Kindern nach Hamburg und arbeitete dort wieder für das Arbeitsamt. Im Juli 1933 erhielt sie die Kündigung aufgrund des Gesetzes zur Wiederherstellung des Berufsbeamtentums. Anschließend arbeitete sie für die Jüdische Berufsberatungsstelle in Hamburg.
Schottlaender, die sich politisch und sozial engagierte, trat einer Widerstandsgruppe um Hans Westermann bei. Sie stellte der Gruppe ihre Wohnung als Treffpunkt für Diskussionen und das Studium ausländischer Presse zur Verfügung. Die Arbeit im Widerstand endete mit der Festnahme führender Personen im März 1935, darunter Hilde Schottlaender. Das Hanseatische Oberlandesgericht verhängte gegen sie im Oktober 1935 eine zweijährige Haftstrafe aufgrund angeblicher „Vorbereitung zu einem hochverräterischen Unternehmen“. Schottlaender verbrachte die Haftzeit in der Frauenhaftanstalt Lübeck-Lauerhof.
Nachdem sie die Haftstrafe verbüßt hatte, konnte Schottlaender aus dem Deutschen Reich fliehen. Sie reiste im August 1937 über Holland, wo sich ihre Kinder aufhielten (Sohn Michael besuchte da die Quäkerschule Eerde), weiter in die USA. In New York arbeitete sie von 1937 bis 1939 als Redaktionssekretärin und Mitarbeiterin für die deutschsprachige Wochenzeitung Deutsches Volksecho. Von 1939 bis 1942 übernahm sie Bürotätigkeiten und engagierte sich als Sozialarbeiterin für mehrere Hilfsorganisationen jüdischer Auswanderer. Begleitend hierzu verfasste sie von 1939 bis 1941 mehrere Beiträge zu sozialpolitischen Fragestellungen, die in der Rubrik „Probleme des Alltags“ der Zeitung Aufbau erschienen. Von 1939 bis 1946 schrieb sie für die Frauenseite des German-American und beteiligte sich an der Redaktionsarbeit der antifaschistischen Zeitung.
Seit 1942 war Hilde Schottlaender mit Hans Marchwitza bekannt. Der kommunistische Schriftsteller lebte wie sie als Emigrant aus dem Deutschen Reich in den USA. Sie heirateten 1945 und kehrten nach Ende des Zweiten Weltkriegs 1946 zurück. Das Ehepaar lebte zunächst in Stuttgart, zog 1947 nach Potsdam und 1950 weiter nach Prag, wo Hans Marchwitza die Stelle des Kulturattachés an der Botschaft der DDR übernommen hatte. Hilde Marchwitza leitete hier die Pressestelle der Diplomatischen Mission und unterstützte ihren Mann bei dessen Arbeit als Schriftsteller. In der DDR übersetzte sie, insbesondere für den Dietz Verlag, mehrere Werke. Dazu gehörten Kultur in einer sich ändernden Welt : Eine marxistische Studie (1949) von V. J. Jerome und Indien heute (1951) von Rajani Palme Dutt.
Hilde Marchwitza starb 1961 im Alter von 61 Jahren in Berlin.

## Fotografische Darstellung Hilde Marchwitzas
- Abraham Pisarek: Hans und Hilde Marchwitza[2]

## Veröffentlichungen
- Victor Jeremy Jerome: Kultur in einer sich ändernden Welt. Eine marxistische Studie. Übersetzt von Hilde Marchwitza. Dietz Verlag, Berlin 1949.
- Rajani Palme Dutt: Indien heute. Übersetzt aus dem Englischen von Hilde Marchwitza. Dietz Verlag, Berlin 1951.
- Die Bedeutung der Kulturarbeit für die Entwicklung des sozialistischen Bewußtseins der Frauen. Lektion, gehalten an der Bundesschule des DFD. Material für die Durchführung von Lehrgängen durch die Kreisvorstände des DFD zur Entwicklung des gesellschaftlich-kulturellen Leben. Berlin 1959.